# Cheumatopsyche virginica
Cheumatopsyche virginica is een schietmot uit de familie Hydropsychidae. De soort komt voor in het Nearctisch gebied.